# カリル・ワトソン
カリル・ワトソン（Kahlil Watson, 2003年4月16日 - ）は、アメリカ合衆国ノースカロライナ州ウェイクフォレスト出身のプロ野球選手（遊撃手）。右投左打。MLBのクリーブランド・ガーディアンズ傘下所属。

## 経歴
ウェイクフォレスト高等学校に進学し、1年目に打率.389、2本塁打、22打点の成績を記録。2年目には打率.578、6本塁打、23打点の成績を記録した。その後、卒業後にノースカロライナ州立大学へ進学する予定であることを発表した。
その後、2021年のMLBドラフト1巡目（全体16位）でマイアミ・マーリンズから指名され、予定していた大学進学を取り止めプロ入り。契約金は450万ドル。